# Anchiphyllia pellicata
Anchiphyllia pellicata är en fjärilsart som beskrevs av Felder 1875. Anchiphyllia pellicata ingår i släktet Anchiphyllia och familjen mätare. Inga underarter finns listade i Catalogue of Life.